# De spelbreker (hoorspel)
De spelbreker is een hoorspel van Wolfgang Graetz. Spielverderber werd in 8 mei 1964 door Radio Bremen uitgezonden. Guus Baas vertaalde het en de KRO zond het uit op zondag 22 oktober 1967 in het programma Zondagavondtheater. De regisseur was Willem Tollenaar. Het hoorspel duurde 24 minuten.

## Rolbezetting
- Peronne Hosang (de aardige dame)
- Guus Hoes (haar zoon)
- Paul van der Lek (de moordenaar)
- Peter Aryans (de beul)
- Maarten Kapteijn (de magere journalist)
- Tim Beekman (de dikke journalist)

## Inhoud
In het middelpunt staat de guillotine. Niemand wil de schrikaanjagende uitwerking ervan erkennen. De sensatiepers exploiteert ze wel, maar begrijpt ze niet. De consumenten van de sensatiepers, vertegenwoordigd door de aardige dame en haar halfwassen zoon, blijven blind en afgestompt tegenover de sensaties, zodat de moeder, samen met de anderen, in geborneerde argeloosheid haar spruit als vervanging voor de weggelopen delinquent plagerig onder de valbijl duwt. Dat hij dood is, verbluft haar dan...